# Julieta Valls Noyes

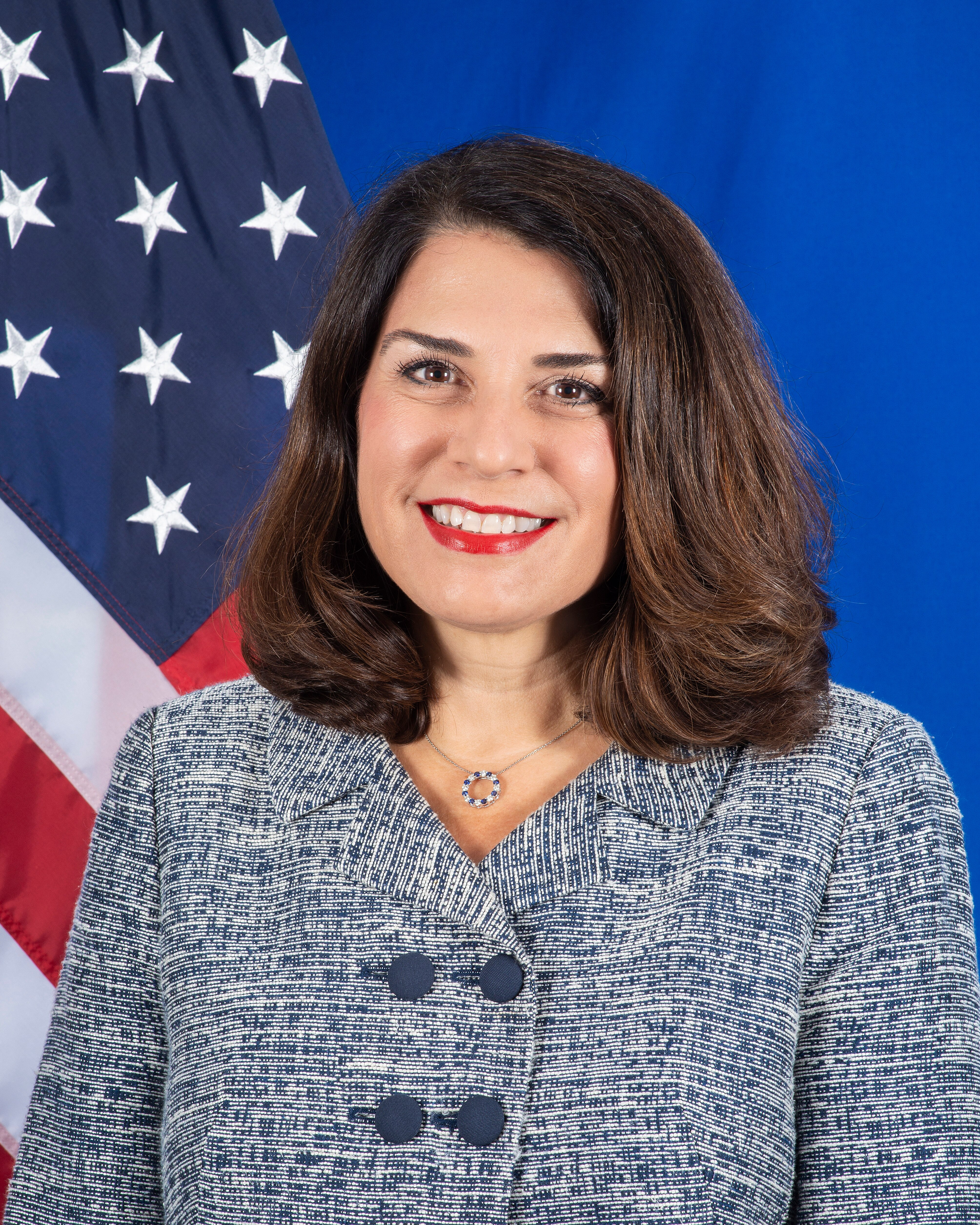
Julieta Valls Noyes

Julieta Valls Noyes (* 1962) ist eine kubanisch-amerikanische Diplomatin, von 2015 bis 2017 Botschafterin in Kroatien und seit 2022 Assistant Secretary of State for Population, Refugees, and Migration.

## Leben
Noyes, die Tochter zweier kubanischer Flüchtlinge in die Vereinigten Staaten, erhielt einen Bachelor von der Wellesley College und einen Master vom Industrial College of the Armed Forces. Nachdem sie 1985 Mitglied des United States Foreign Service wurde, wirkte sie zunächst in Spanien, Mexiko, Guatemala und Panama, worauf sie von 2002 bis 2004 stellvertretende Leiterin des Office of Policy Planning and Coordination im Bureau of Western Hemisphere Affairs war. Darauf amtierte sie von 2005 bis 2007 als Leiterin des Office of Multilateral and Global Affairs im Bureau of Democracy, Human Rights, and Labor und 2007 bis 2008 als stellvertretende Leiterin des United States Department of State Operations Center. Bis 2011 okkupierte sie den Posten der stellvertretenden Botschafterin beim Heiligen Stuhl. Folgend hatte sie für je zwei Jahre den Posten der Deputy Executive Secretary und der Deputy Assistant Secretary of State for European and Eurasian Affairs inne. 2015 ernannte sie der Präsident Barack Obama zur Botschafterin in Kroatien. Diesen Posten verließ sie am 21. November 2017. Nachdem sie zwischen 2018 und 2022 stellvertretende Leiterin des Foreign Service Institutes war, ernannte sie Präsident Joe Biden zur Assistant Secretary of State for Population, Refugees, and Migration.
Sie ist mit Nicholas Noyes, Jr., einem weiteren Mitglied des United States Foreign Service, verheiratet und hat drei Kinder.